# WSA Winnipeg
El FC Manitoba, anteriormente "WSA Winnipeg" es un equipo de fútbol de Canadá que juega en la USL League Two, la cuarta liga de fútbol más importante del país.

## Historia
Fue fundado el 13 de diciembre del año 2010 en la ciudad de Winnipeg, Manitoba como uno de los equipos de expansión de la USL Premier Development League (hoy en día USL League Two) en la temporada 2023. El club es parte de la WSA.
En 2020, el club fue adquirido por un nuevo grupo de propietarios y se reorganizó y se le dio el nombre de FC Manitoba.
El equipo juega sus partidos como local en el Complejo de Fútbol Ralph Cantafio en el Campo John Scouras, cuyo césped sintético está aprobado por la FIFA. Los colores del equipo son azul marino, dorado y blanco.
Su primer partido oficial fue el 28 de mayo del 2011 ante el Thunder Bay Chill y lo perdieron 0-1, pero consiguieron su primera victoria en el partido siguiente ante el mismo club por 3-0, donde Kenny Sacramento anotó el primer gol en la historia de la franquicia.